# The Otaku Encyclopedia
The Otaku Encyclopedia (dịch là Bách khoa toàn thư Otaku) là một bách khoa toàn thư năm 2009 được viết bởi Patrick Galbraith và Kodansha xuất bản cung cấp một cái nhìn tổng quan về các chủ đề anime và manga, các cuộc phỏng vấn và hồ sơ của những người quan trọng trong cộng đồng fan Nhật Bản.

## Nội dung
The Otaku Encyclopedia bao gồm khoảng 600 mục từ về nhóm văn hóa liên quan đến anime, manga và trò chơi điện tử, với 124 trang màu và 150 bức ảnh. Frederik L. Schodt đảm nhận viết lời tựa của cuốn sách. Một nhân vật hầu gái tên gọi là Moe-chan sẽ theo cùng người đọc xuyên suốt cuốn sách.

## Phát triển
Galbraith coi cuốn sách như là một điều cần thiết do phương tiện truyền thông của Tsutomu Miyazaki thông báo cho mọi người về fan hâm mộ Nhật Bản.

## Đón nhận
Scott Green coi quyển The Otaku Encyclopedia không phải là "những lời chỉ trích dùng một lần". Mark Schilling, viết cho The Japan Times xem mục tiêu của bách khoa toàn thư như là để "cung cấp thực tế về các đối tượng của sự ám ảnh, trong khi mở cửa sổ vào nền văn hóa bí ẩn sản xuất ra chúng. ", nói rằng cuốn sách không có đủ "khoảng cách hoặc phân tích quan trọng ". Brian Ruh cảm thấy rằng mặc dù cuốn sách cố gắng mở rộng trong phạm vi của nó, thì lại được viết từ cái nhìn của một fan hâm mộ và cho thấy Galbraith chủ yếu là một "moe otaku".